# Raúl López
Raúl López, född 15 april 1980 i Barcelona, Spanien, är en spansk idrottare som tog OS-silver i basket 2008 i Peking. Detta var Spaniens andra medalj i herrbasket i olympiska sommarspelen.